# تالوگ (روسیه)
تالوگ (به لاتین: Talog) یک منطقهٔ مسکونی در روسیه است که در باشقیرستان واقع شده‌است.